# Рено Чентезе (Ферара)
Рено Чентезе је насеље у Италији у округу Ферара, региону Емилија-Ромања.
Према процени из 2011. у насељу је живело 956 становника. Насеље се налази на надморској висини од 13 м.